# Gottfrid Warholm

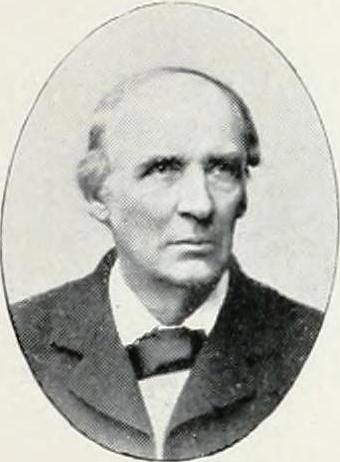
Gottfrid Warholm

Gottfrid Warholm, född 4 maj 1826 i Böne socken, Älvsborgs län, död 13 december 1906 i Lund, var en svensk godsägare. Han var sonson till Olof Warholm, bror till Johan Wilhelm, Clas och David Richard Warholm samt måg till Johan Henrik Thomander.

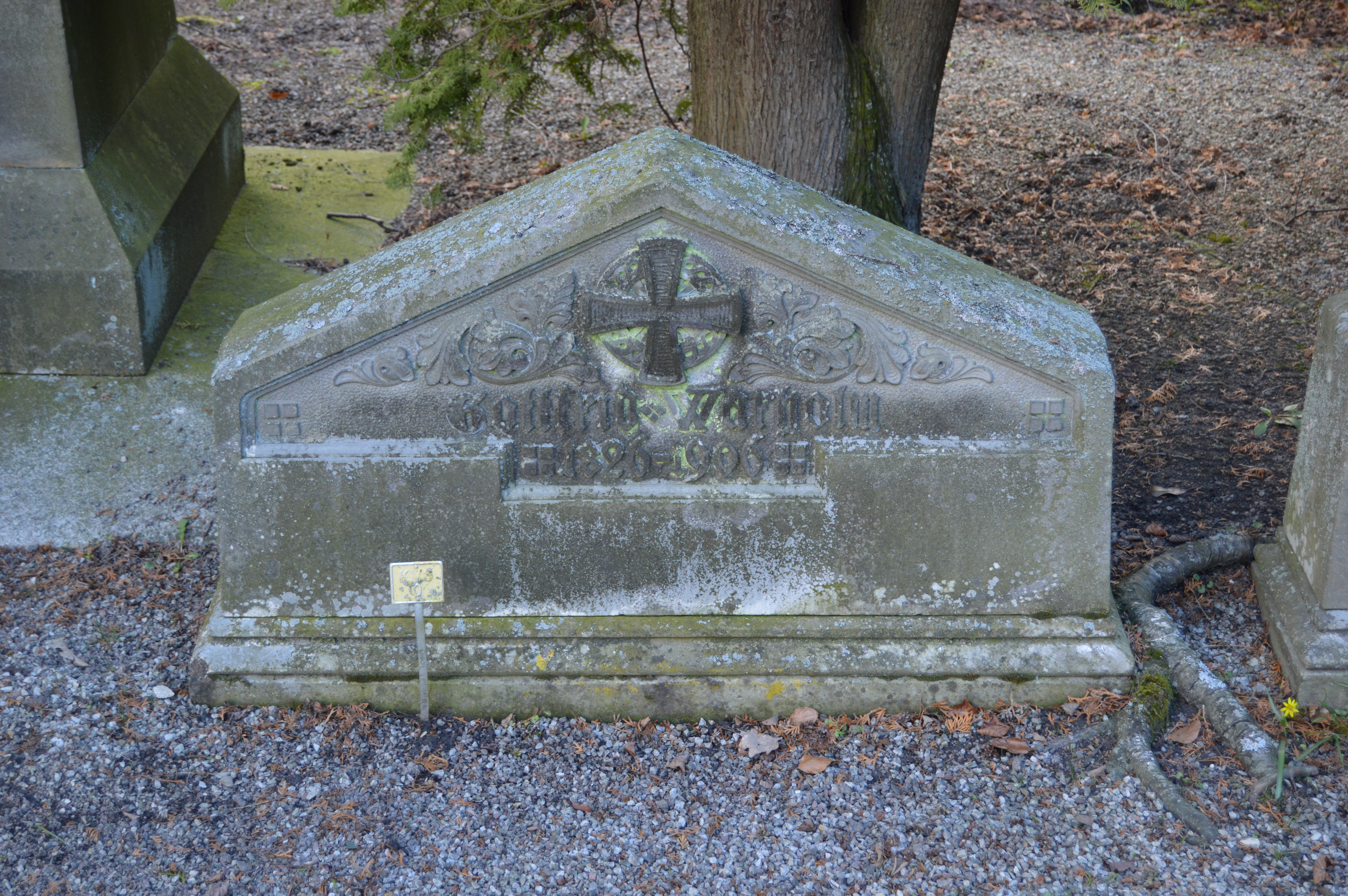
Gottfrid Warholms gravsten i den Thomanderska familjegraven på Östra kyrkogården i Lund.

Warholm blev student vid Lunds universitet 1845, avlade kameralexamen 1847 och var elev vid Degebergs lantbruksinstitut 1849–51. Han blev arrendator av Ugerup i Kristianstads län 1852, av Helgonagården i Malmöhus län 1858 och av Trolleberg i sistnämnda län 1873.
Warholm var vice ordförande i Malmöhus läns hushållningssällskap 1874–92 och dess ordförande 1892–97. Han var ordförande i centralstyrelsen för Sydsvenska kreditaktiebolaget från 1896. Han blev hedersledamot av Lantbruksakademien 1897. Warholms väg i Lund är uppkallad efter honom. Hans bostad efter giftermålet med biskopsdottern Ida Thomander var Tuna slott.
Warholm var en av initiativtagarna till Kävlinge-Barsebäcks Järnväg.